# Izumi-Ōtsu
Izumiōtsu (泉大津市, Izumiōtsu-shi) és una ciutat i municipi de la prefectura d'Osaka, a la regió de Kansai, Japó. El nom del municipi fa referència a l'antiga província d'Izumi i traduït al català voldria dir "el gran port d'Izumi".

## Geografia
El municipi d'Izumiôtsu està situat al sud-oest de la prefectura i està adscrit pel govern prefectural a la regió de Senboku o Izumi nord, en record de l'antiga província a la qual pertanyia l'àrea. Part d'Izumiôtsu forma una conurbació de límits no identificables amb la ciutat de Sakai, trobant-se a l'àrea d'influència d'aquesta. El terme municipal d'Izumiôtsu limita amb el de Takaishi al nord i Tadaoka i Izumi al sud. Al nord-oest Izumiôtsu limita amb la badia d'Osaka, a la mar de Seto.

## Història
Fins a l'era Meiji l'àrea on actualment es troba la ciutat d'Izumiôtsu formava part de l'antiga i ja desapareguda província d'Izumi. El municipi actual fou fundat l'1 d'abril de 1942. Des del període Nara la zona ja era un important port, però al període Tokugawa Izumiôtsu a més, es va convertir en un important centre de producció de cotó, produint els futons fins als nostres dies.

## Transport

### Ferrocarril
- Ferrocarril Elèctric Nankai
  - Estació d'Izumiōtsu
  - Estació de Kita-Sukematsu
  - Estació de Matsunohama

### Carretera
- Nacional 26

## Agermanaments
- Geelong, estat de Victòria, Austràlia.